# Lo Tancat Nou
Lo Tancat Nou és un paratge del municipi de Castell de Mur, al Pallars Jussà, a l'antic terme de Mur, en terres del poble de Vilamolat de Mur.
Està situat just al costat sud del nucli del poble, entre les cases i el capdamunt del Clot de l'Abeller, a banda i banda del carrer que uneix Vilamolat de Mur amb la carretera.